# 南子
南子（なんし、生年不詳 - 紀元前480年）は、春秋時代の衛の霊公の夫人。

## 概要
宋に生まれ、衛の霊公に嫁いだ。『論語』に「子見南子、子路不説、夫子矢之曰、予所否者、天厭之、天厭之」（孔子が南子に謁見した。子路はこれを嫌がり不快に思ったが、孔子は「私にやましい所があれば、天これを厭うだろう、天これを厭うだろう」と誓っていった）と記載されている。南子は衛において奔放に行動した結果、姦婦・淫乱とされた。宋の公子朝と不倫していたとされ、世間的に大変評判が悪かった。ただ夫の霊公の寵愛はゆるがなかった。紀元前496年、太子の蒯聵が南子を殺そうとして発覚し、蒯聵が国外追放になった。紀元前493年、霊公が死去すると、南子は公子郢を擁立しようとした。公子郢が承知しなかったため、蒯聵の子の輒が衛の君主として即位した。これが出公である。紀元前480年、蒯聵が祖国に戻り、衛の君主として立つと、南子を殺害した。歴史的事実ではないが、いくつかの映像作品などでは、南子が孔子に恋愛感情を抱いていたと解釈して、礼儀を重んじる堅物孔子を誘惑する女性として描かれている。

## 作品

### 小説
- 「麒麟」谷崎潤一郎（1910,新思想第四号掲載）[5]
- 「子見南子」林語堂（1928,奔流第一巻六期掲載）[5]

### 映像作品
映画
- 孔子の教え（演：ジョウ・シュン）

テレビドラマ
- 孔子（演：リー・シンルー）
- 恕の人 -孔子伝-（演：イ・ジョンヒョン）